# 湯河原町コミュニティバス
湯河原町コミュニティバス（ゆがわらまちコミュニティバス）は、神奈川県足柄下郡湯河原町のコミュニティバス。箱根登山バスに委託して運行されている。

## 概要
高齢化に直面して、高齢者の町民の交通対策、及び路線バスの需給調整規制緩和対策として、2000年1月から実証実験運行を開始し、同年7月から本運行を開始した。

## 運賃
- 大人210円、小人110円の均一制。
  - PASMO・交通系ICカードが利用可能。
  - 障害者手帳を提示した場合には、大人110円、小人60円となる。

- 定期券あり（詳しくは湯河原町ホームページを参照）。

## 現行路線
以下は2020年4月1日以降の経路・ダイヤである。

### 通常便
経由地
湯河原駅 - 城堀 - 広崎公園前 - 防災コミュニティセンター - 子育て支援センター - 幕山公園通り - 新崎橋 - 千歳ヶ岡 - 吉浜小学校前 - 花水 - ゆうゆうの里前 - 前栗場 - 天保山 - 庵寺前 - 川堀 - 福浦入口 - 真鶴駅
運行本数
7往復/日
所要時間
23分（湯河原駅 - 真鶴駅間）

### ゆめ公園・兎沢経由便
経由地
湯河原駅 - 城堀 - 広崎公園前 - 防災コミュニティセンター - 子育て支援センター - 幕山公園通り - 新崎橋 - 千歳ヶ岡 - 吉浜小学校前 - 花水 - ゆうゆうの里前 - 前栗場 - 前栗場配水池 - ゆめ公園下 - ゆめ公園 - 兎沢 - 下兎沢 - 真鶴聖苑入口 - 真鶴中学校 - 福浦入口 - 真鶴駅
運行本数
3往復/日
所要時間
28分（湯河原駅 → 真鶴駅間）／30分（真鶴駅 → 湯河原駅間）
（旧）ゆめ公園・兎沢経由便の経路を変更し、2015年4月1日新設。「真鶴聖苑入口」と「真鶴中学校」の2停留所を新たに設けたかわりに「天保山」「庵寺前」「川堀」停留所は経由しなくなった。

## 廃止路線

### ゆめ公園・兎沢経由便
経由地
湯河原駅 - ゆうゆうの里前 - 前栗場 - 前栗場配水池 - ゆめ公園下 - ゆめ公園 - 兎沢 - 下兎沢 - 兎沢 - ゆめ公園 - ゆめ公園下 - 前栗場配水池 - 天保山 - 庵寺前 - 川堀 - 福浦入口 - 真鶴駅
2015年3月31日廃止。
運行本数
1日3往復。
所要時間
31分（湯河原駅 - 真鶴駅間）。

## 利用状況
2007年度（2007年4月 - 2008年3月）の利用者数は、85,252人であった。